# Kanut
Kanut, Kanuty – imię męskie pochodzenia północnogermańskiego. Pochodzi od skandynawskiego imienia Knut. Do języka polskiego dotarła za pośrednictwem angielskiego Canute. Wywodzi się od staronormandzkiego słowa knotr oznaczającego „węzeł”.
Kanut imieniny obchodzi 7 stycznia, 19 stycznia.